# Helen Crawfurd
Helen Crawfurd Anderson (9 de noviembre de 1877 — 18 de abril de 1954) fue una sufragista escocesa, organizadora de huelgas de inquilinos, activista, comunista, y política.

## Biografía
Helen Jack, nació en la calle Cumberland en el área de Gorbals, de Glasgow. Sus padres eran Helen L Kyle y William Crawfurd. Su familia se mudó a Ipswich, siendo joven, y más tarde concurrió a escuelas en Londres y Ipswich y luego volvió a Glasgow aún adolescente. Su padre, un oficial panadero, era católico aunque convertido a la Iglesia de Escocia y fue un sindicalista conservador.
Inicialmente religiosa, se casó con el viudo Alexander Montgomerie Crawfurd (29 de agosto de 1828 - 31 de mayo de 1914), un ministro de la Iglesia de Escocia, en Stirling el 19 de septiembre de 1898, pero cada vez ella fue más radical. Alexander murió a los 85 años, en Partick, Glasgow.
En 1944, volvió a casarse, con el viudo George Anderson, ministro y miembro del Partido Comunista de Gran Bretaña (CPGB). Falleció el 2 de febrero de 1952; y, Helen murió en Mahson Cottage, Av. Kilbride, Dunoon, Argyll, a los 76 años.

## Actividad política
Hacia 1900, Crawfurd fue activista por el sufragio femenino. En 1910 durante una reunión en Rutherglen, cambió su soporte hacia la Unión Social y Política de las Mujeres más radicales (WSPU) del Pankhursts. En 1912, rompió las ventanas de Jack Pease, Ministro de Educación, y recibió una sentencia de prisión de un mes. Y, en marzo de 1914, Helen fue arrestada en Glasgow cuándo Emmeline Pankhurst hablaba, recibiendo nuevamente, otro mes en prisión; y, se mantuvo en huelga de hambre de ocho días. Siguiendo a otro arresto más, dejó el WSPU en protesta por su soporte a la Primera Guerra Mundial. Así se unió al Partido Laborista Independiente (ILP).
Durante la guerra, Crawfurd se implicó con el Movimiento Red Clydeside, incluyendo las Huelgas de inquilinatos de Glasgow, en 1915, cuándo ella dirigió la Asociación de Alojamiento de mujeres del sur de Govan, para resistir aumentos de alquiler e impedir desahucios; y, fue secretaria de la Cruzada de Paz de las Mujeres. Organizó el 23 de julio de 1916, la primera manifestación de la Cruzada de Paz de las Mujeres, donde concurrieron 5000 personas. En 1918, fue también elegida vice catedrática de la División escocesa del ILP. Poco después, fue miembro fundante del ILP del ala Wing, y haciendo campaña para afiliar a la Internacional Comunista. Cuando esa política fue derrotada, se unió al nuevo CPGB, dentro del cual sirvió en el Comité Central, y se implicó con varios proyectos periodísticos. También fue secretaria de Ayuda Internacional de los Trabajadores.
En 1921, Crawfurd fue la primera candidata del Partido Comunista en el Govan Ward.
Crawfurd participó para el CPGB en Bothwell en las elecciones generales del Reino Unido de 1929; y, Aberdeen Norte en 1931, pero no pudo ganar en esa elección.
Durante los 1930s, Crawfurd tuvo liderazgo prominente en "Amigos de la Unión Soviética", y retirándose durante la Segunda Guerra Mundial; aunque fue elegida en Dunoon primera Concejal de Ciudad mujer poco después de la guerra, retirándose en 1947 debido a su salud pobre.